# Mirko Bernardi
Mirko Bernardi (Torrile, Província de Parma, 16 de juliol de 1953) va ser un ciclista italià, que sempre competí com amateur.
El 1977 guanyà una medalla de plata al Campionat del món en contrarellotge per equips amb els seus companys Mauro De Pellegrin, Vito Da Ros i Dino Porrini.

## Palmarès
- 1972
  - 1r al Trofeu Mauro Pizzoli
- 1977
  - Vencedor d'una etapa al Tour de l'Avenir